# Proterodesma
Proterodesma är ett släkte av fjärilar. Proterodesma ingår i familjen äkta malar.
Kladogram enligt Catalogue of Life:
| Proterodesma | \| \| Proterodesma byrsopola \| \| \| \| \| \| Proterodesma chathamica \| \| \| \| \| \| Proterodesma tomaea \| \| \| \| \| \| Proterodesma turbotti \| \| \| \| |
|              | \| \| Proterodesma byrsopola \| \| \| \| \| \| Proterodesma chathamica \| \| \| \| \| \| Proterodesma tomaea \| \| \| \| \| \| Proterodesma turbotti \| \| \| \| |
|              | Proterodesma byrsopola |
|              | |
|              | Proterodesma chathamica |
|              | |
|              | Proterodesma tomaea |
|              | |
|              | Proterodesma turbotti |
|              | |